# Vriesea monacorum
Vriesea monacorum är en gräsväxtart som beskrevs av Lyman Bradford Smith. Vriesea monacorum ingår i släktet Vriesea och familjen Bromeliaceae. Inga underarter finns listade i Catalogue of Life.